# Frano Vićan
Frano Vićan (Dubrovnik, Croacia; 24 de enero de 1976) es un waterpolista croata. 

## Trayectoria
Internacional con la selección de waterpolo de Croacia, participó en los Juegos Olímpicos de Sídney 2000, Atenas 2004, Pekín 2008 y Londres 2012, donde ganó la medalla de oro. Con su selección también ha sido campeón del Mundo en 2007 y de Europa en 2010. 